# Laurent Wehrli

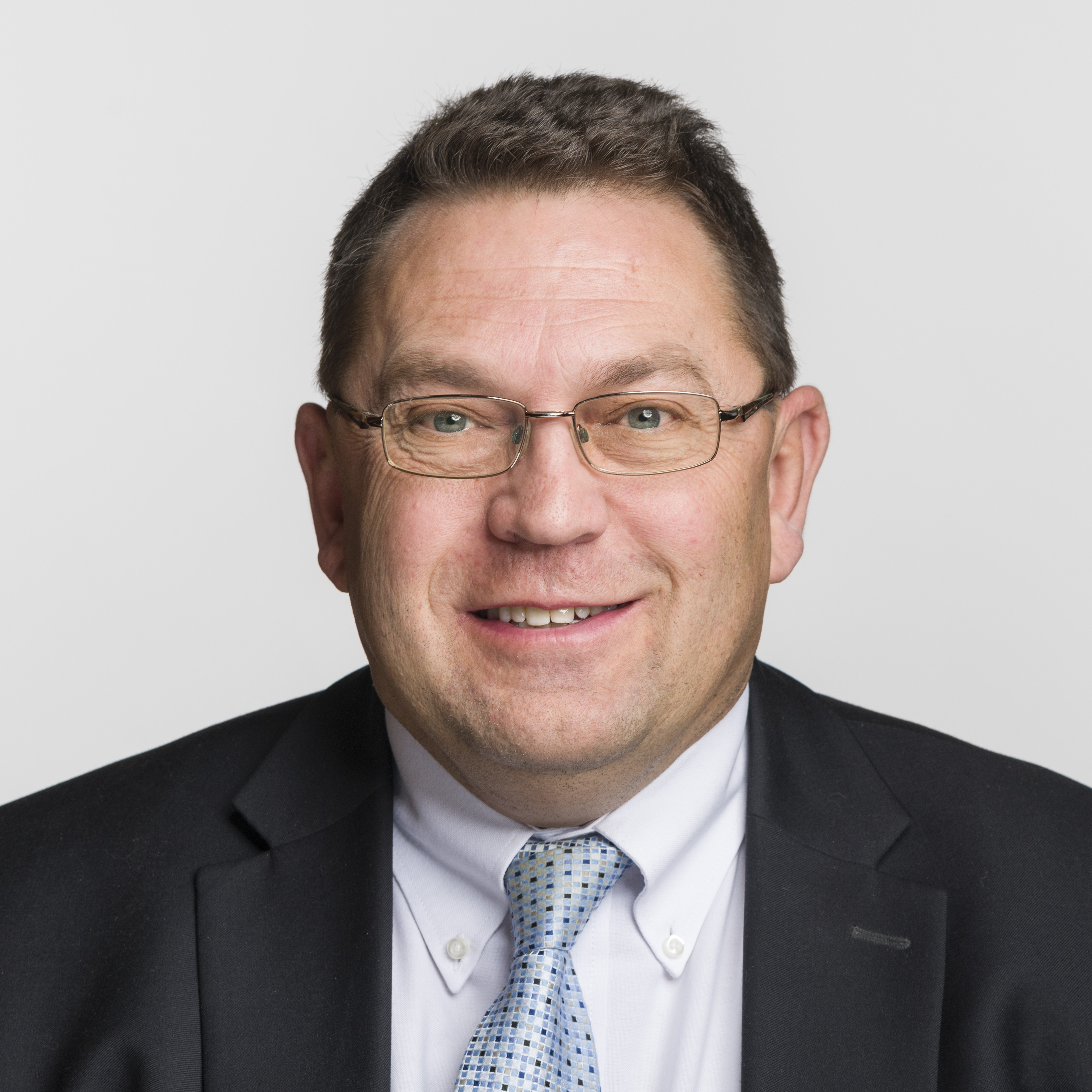
Laurent Wehrli (2019)

Laurent Wehrli (* 4. Juni 1965 in Montreux) ist ein Schweizer Politiker (FDP). Er wurde bei den Nationalratswahlen 2015 in den Nationalrat gewählt. 
Wehrli wurde im Jahr 2000 in die Exekutive von Montreux gewählt. 2011 bis 2015 war er Bürgermeister der Gemeinde.
Zwischen 2002 und 2015 politisierte er zudem im Grossen Rat des  Kantons Waadt.
Wehrli ist verheiratet, hat fünf Kinder und lebt in Glion.